# Le Syndrome E
Cet article concerne le roman. Pour la série télévisée, voir Syndrome E.
Le Syndrome E est un roman écrit par Franck Thilliez et paru en 2010 aux éditions Fleuve Noir.

## Présentation
Pour son huitième roman, l'auteur réunit ses deux personnages récurrents, Lucie Henebelle (dont c'est la troisième apparition après La Chambre des Morts et La Mémoire fantôme) et Franck Sharko (dont c'est aussi la troisième apparition). Ils vont devoir traquer les origines du Mal : le syndrome E. Ce roman fait partie d'un diptyque sur la violence. Il a pour suite Gataca.

### Début de l'intrigue
Une équipe technique de la voirie découvre cinq cadavres à Notre-Dame-de-Gravenchon, commune de la Seine-Maritime, ensevelis deux mètres sous terre. Chose effroyable, leur crâne a été ouvert, leur cerveau prélevé ainsi que leurs yeux. La DPJ de Rouen, n'ayant pas l'habitude de traiter ce genre d'affaires, est  aidée par le commissaire parisien Sharko.
Parallèlement, Ludovic Senéchal, cadre lillois dans une administration française, est un vrai passionné de films anciens. Pour étoffer sa collection, il se rend à Liège acquérir des vieilles bobines filmographiques qu'un jeune revend, son père venant de décéder. Après visionnage d'une pellicule, Ludovic est rendu inexplicablement aveugle. Un réflexe lui permet, néanmoins, de joindre par téléphone Lucie Henebelle, inspecteur de police à Lille et ancienne relation personnelle.
Très vite, ces deux affaires pourtant éloignées semblent tisser un lien étroit, un mystère bien complexe que le duo Sharko-Henebelle va tenter de résoudre en parcourant plusieurs pays.

### Personnages
- Lucie Henebelle : inspectrice à Lille.
- Franck Sharko : commissaire à Paris, au 36 quai des orfèvres.
- Martin Leclerc : chef de Sharko.
- Kashmareck : chef de Henebelle.

- Ludovic Senechal : ex de Lucie.
- Georges Peresse  : commissaire rouennais.
- Jacques Lacombe  : cinéaste fou.
- Alice Tonquin : fillette du film née en 1948 (devenue Coline Quinat à l'age adulte).
- Judith Sagnol : pin-up du film.
- Bertrand Chastel : colonel légionnaire et ancien DGSE.
- Wlad Szpitman : collectionneur de films.
- Luc Szpitman : fils du collectionneur de films.
- Claude Poignet : restaurateur de films.

### Lieux
- France, à Notre-Dame-de-Gravenchon, à Lille et à Marseille.
- Belgique, à Liège.
- Égypte, au Caire dans les bidonvilles des quartiers pauvres.
- Canada, à Montréal.

## Analyse
L'intrigue s'inspire de l'histoire des orphelins de Duplessis au Canada dans la période 1940-1960, et des messages subliminaux de James Vicary en 1957.
le « Syndrome E » désignerait la possibilité de contamination mentale par stimulation cérébrale.

## Éditions
Éditions imprimées
- Franck Thilliez, Le Syndrome E, Paris, Fleuve noir, 14 octobre 2010, 430 p. (ISBN 978-2-265-08729-3, BNF 42296569)
- Franck Thilliez, Le Syndrome E, Paris, Pocket, coll. « Thriller » (no 14596), 13 octobre 2011, 509 p. (ISBN 978-2-266-21172-7, BNF 42526344)

Livre audio
- Franck Thilliez (auteur) et Michel Raimbault (narrateur), Le Syndrome E, Paris, Audiolib, 20 avril 2011 (ISBN 978-2-35641-285-0, BNF 42411981)Support : 2 CD MP3 ; durée : 16 h 5 minutes environ ; référence éditeur : Audiolib 25 0321 7

## Adaptation télévisée
En 2022, le roman est adapté en une série télévisée de six épisodes intitulée Syndrome E, réalisée par Laure de Butler. Vincent Elbaz incarne le commissaire Franck Sharko et Jennifer Decker sa partenaire Lucie Henebelle, on y retrouve aussi Kool Shen, Emmanuelle Béart, Michèle Bernier, ou encore Anne Charrier.